# Berkshire Hathaway
Berkshire Hathaway is een Amerikaans conglomeraat uit Omaha en het op vijf na grootste bedrijf ter wereld, op basis van marktwaarde. Het conglomeraat bezit een groot aantal bedrijven in de financiële sector, de transport- en energiesector. Berkshire Hathaway heeft ook minderheidsbelangen in onder andere The Coca-Cola Company en Wells Fargo. Anno 2017 is Warren Buffett voorzitter en met een belang van 38% grootaandeelhouder van het bedrijf. Zijn zakenpartner, Charlie Munger, was vice-voorzitter met ook een aanzienlijk belang.

## Activiteiten
Berkshire Hathaway is een conglomeraat met diverse activiteiten. In 2017 had het bedrijf, inclusief de geconsolideerde belangen, in totaal 377.000 medewerkers. Naast deze bedrijfsactiviteiten heeft het een grote beleggingsportefeuille, waarvan alleen de aandelen al een totale waarde hebben van US$ 170 miljard per eind 2017, dat vooral geld is uit hoofde van de verzekeringsactiviteiten. In 2017 behaalde Berkshire een totale omzet van US$ 242 miljard.
De meest belangrijke bedrijfsonderdelen zijn de verzekerings- en herverzekeringsactiviteiten. Verder heeft het een belangrijke positie op het Amerikaanse spoornetwerk met de grote vrachtvervoerder BNSF Railway en in de nutssector met een aantal gereguleerde bedrijven voor de opwekking van elektriciteit en de distributie hiervan alsmede van aardgas. De energie activiteiten zijn gebundeld in Berkshire Hathaway Energy, waarin Berkshire een aandelenbelang heeft van 90,2%. Deze drie hoofdactiviteiten leverden in 2017 een bijdrage aan de totale omzet van US$ 100 miljard.
Verder maakt het in een aantal bedrijven industriële goederen, zoals het chemiebedrijf Lubrizol Corporation, bouwmaterialen (Shaw Industries) en consumenten producten. Fruit of the Loom, een fabrikant van onderkleding, en Duracell, is van deze laatste een voorbeeld. Tot slot heeft Berkshire belangen in de detailhandel en levert het financiële diensten, anders dan verzekeringen.
De vijf belangrijkste beleggingen in de aandelenportefeuille zijn: Wells Fargo, Apple Inc., Bank of America, The Coca-Cola Company en American Express. Verder heeft het een kwart van de aandelen van Kraft Heinz Company in handen. 
De aandelen van Berkshire staan genoteerd op de New York Stock Exchange. Sinds 2010 maakt het deel uit de S&P 500-beursindex. De koers van de A-aandelen ligt rond de US$ 400.000. Er staan ook B-aandelen uit, een A-aandeel is gelijk aan 1500 B-aandelen en de B-aandelen hebben dan ook een veel lagere aandelenkoers. Hoewel 1 A-aandeel 1 stemrecht geeft, geven maar liefst 10.000 B-aandelen het equivalent van 1 A-aandeel stemrecht. Hierdoor is het A-aandeel altijd gewilder. Het is mogelijk om 1 A-aandeel om te zetten in 1500 B-aandelen, maar andersom niet. Deze constructie zorgt ervoor dat zodra 1500 B- aandelen meer waard zijn dan 1 A- aandeel, beurshandelaren A-aandelen om gaan zetten in B-aandelen. 1500 B-aandelen zullen nooit meer waard worden dan 1 A-aandeel. Op termijn zullen dan ook alle A-aandelen uitsterven doordat deze omgezet worden in B-aandelen. Sinds 1967 is geen dividend in geld uitgekeerd.

## Geschiedenis
Het bedrijf werd als een textielfabrikant in 1839 opgericht door Oliver Chace, genaamd de Valley Falls Company. In 1927 fuseerde het bedrijf met de Berkshire Cotton Manufacturing Company, om daarna door te gaan als Berkshire Fine Spinning Associates. Het verlieslijdende Hathaway Manufacturing Company werd in 1955 geïntegreerd, waardoor de onderneming haar huidige naam kreeg. Berkshire Hathaway had in die tijd 15 fabrieken en 12.000 werknemers.
In 1962 begon Warren Buffett met het kopen van aandelen van het bedrijf. Hoewel de samenwerking met de Stanton-familie, de voormalige eigenaren van Hathaway, niet soepel verliep, kreeg Buffet al snel een grote invloed binnen het bedrijf. Na twee jaar, toen duidelijk werd dat de textielindustrie stagneerde, deed Stanton een mondeling bod aan Buffet om zijn aandelen terug te kopen voor $11,50 per aandeel. Toen Buffett het bod na enkele weken in schrift kreeg aangereikt, stond $11,375 per stuk genoteerd. Later zou Buffet toegeven dat dit verschil hem zo kwaad maakte dat hij de aandelen niet verkocht, maar juist het omgekeerde deed: hij kocht een meerderheidsbelang in Berkshire Hathaway en ontsloeg de directie (inclusief Stanton). Hij was eigenaar geworden van een stagnerend bedrijf.
Buffett wikkelde de activa af en deed met de vrijgekomen middelen investeringen in o.a. verzekeringsmaatschappijen. Dit leidde tot de aankoop van de verzekeraar GEICO aan het einde van de jaren zeventig. De laatste textielfabriek van Berkshire sloot in 1985.

## Bestuur
De leden van de raad van bestuur zijn momenteel: Warren Buffett, Walter Scott, Jr., Thomas S. Murphy, Howard Graham Buffett, Ronald Olson, Donald Keough, Charlotte Guyman, David Gottesman, Bill Gates, Stephen Burke en Susan Decker.
De hoge leeftijd van voorzitter Warren Buffett laat analisten veel denken aan de mogelijke opvolger. Buffett verklaarde op zijn tachtigste verjaardag opgevolgd te worden door iemand uit de Raad van Bestuur, bijgestaan door vier investment managers.